# Grallaria przewalskii
Grallaria przewalskii là một loài chim trong họ Grallariidae.